# Neuhardenberg
Neuhardenberg es un municipio del distrito de Märkisch-Oderland en el estado federado de Brandeburgo, Alemania.

## Historia
La primera mención en documentos de lo que hoy es Neuhardenberg ocurre en el año 1348 con el nombre de Quilicz. Más tarde el pueblo sería llamado Quilitz. En 1763 el señorío sobre Quilitz fue otorgado por el rey al comandante de húsares Joachim Bernhard von Prittwitz. En 1801 un incendio destruyó la mitad del pueblo. La reconstrucción se hizo según planes de Friedrich Schinkel.

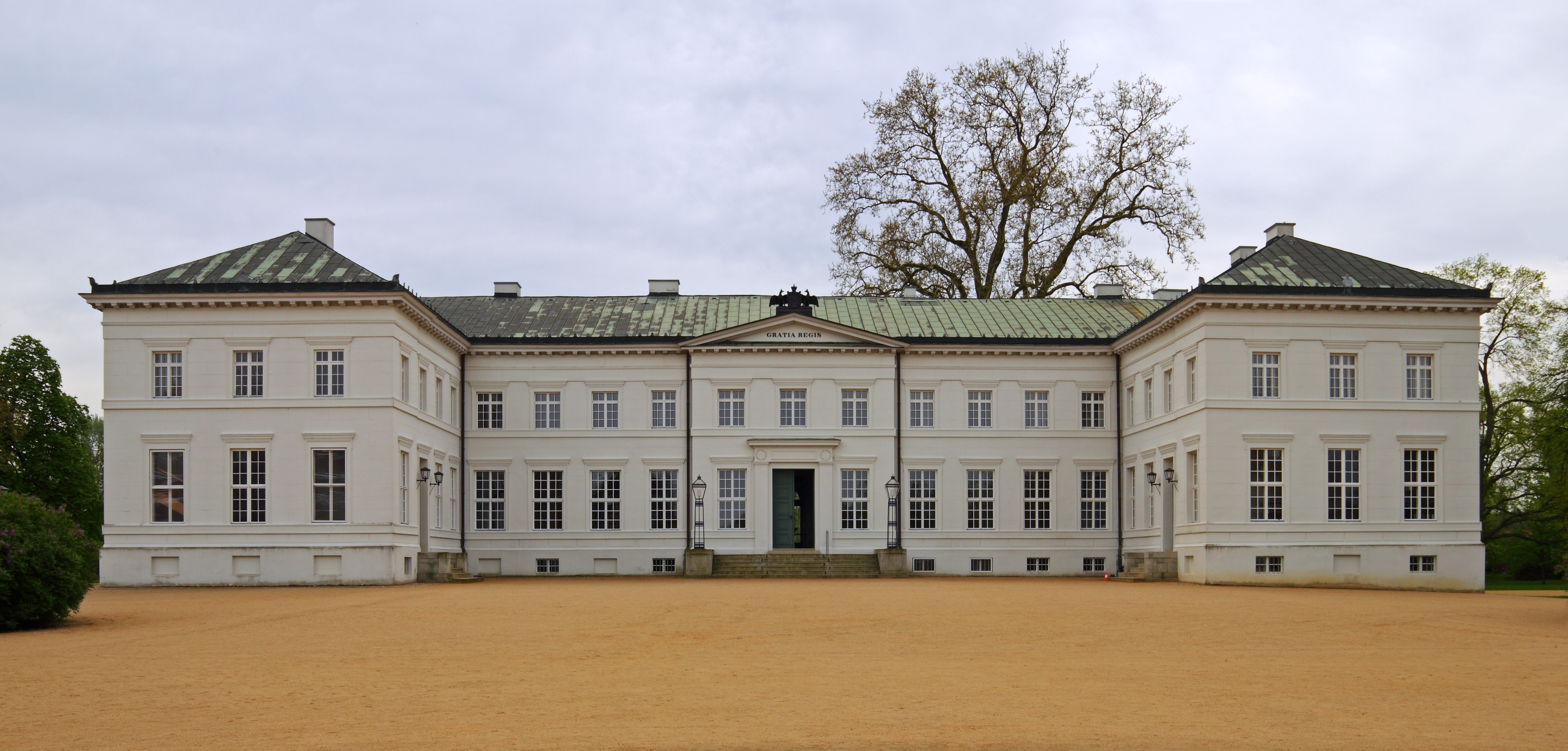
Castillo de Hardenberg.

Diez años más tarde, el 26 de octubre de 1811, Prittwitz vendió de regreso el señorío de Quilitz a la corona de Prusia. En 1814 el rey Guillermo III de Prusia le concedió el señorío de Quilitz a su primer ministro, Karl August von Hardenberg, que lo renombró Neu-Hardenberg. Hardenberg remodeló el castillo barroco de Quilitz en un estilo clasicista según planes de Schinkel, siendo conocido desde entonces como "Castillo Hardenberg".
Después de la Segunda Guerra Mundial, el gobierno de la RDA nombró el pueblo, Marxwalde, en honor de Karl Marx. En 1952 se creó un colectivo agrícola y Marxwalde se convirtió en un "pueblo muestra" del sistema socialista. En 1991, con la reunificación alemana, el pueblo fue renombrado una vez más con el nombre de Neuhardenberg (esta vez sin guion). En 1997 comenzó la restauración del "Castillo Hardenberg" que fue terminada en el año 2000. La iglesia del pueblo, diseñada por Schinkel, ha sido también restaurada.

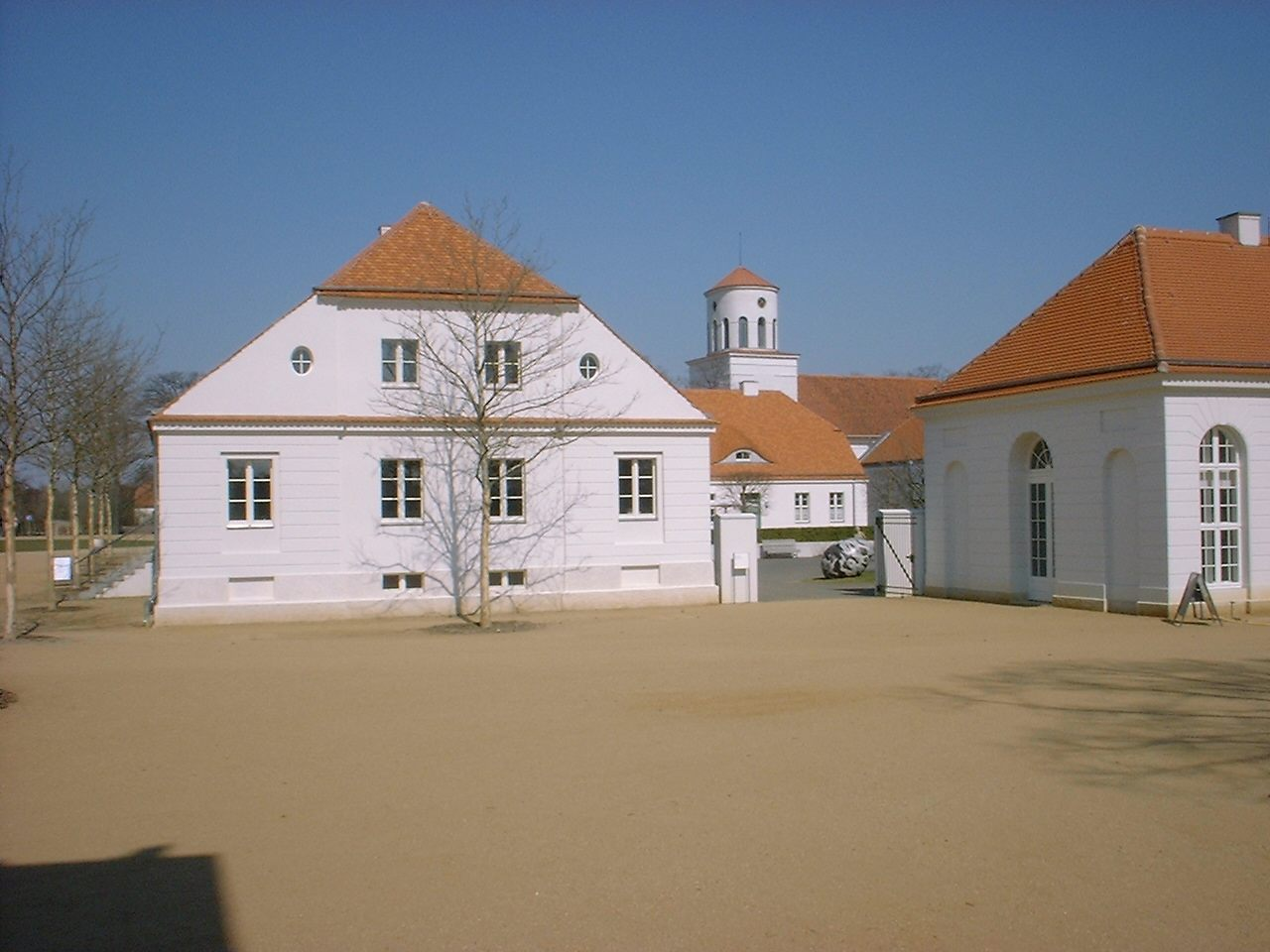
Vista de edificios en Nuehardenberg.
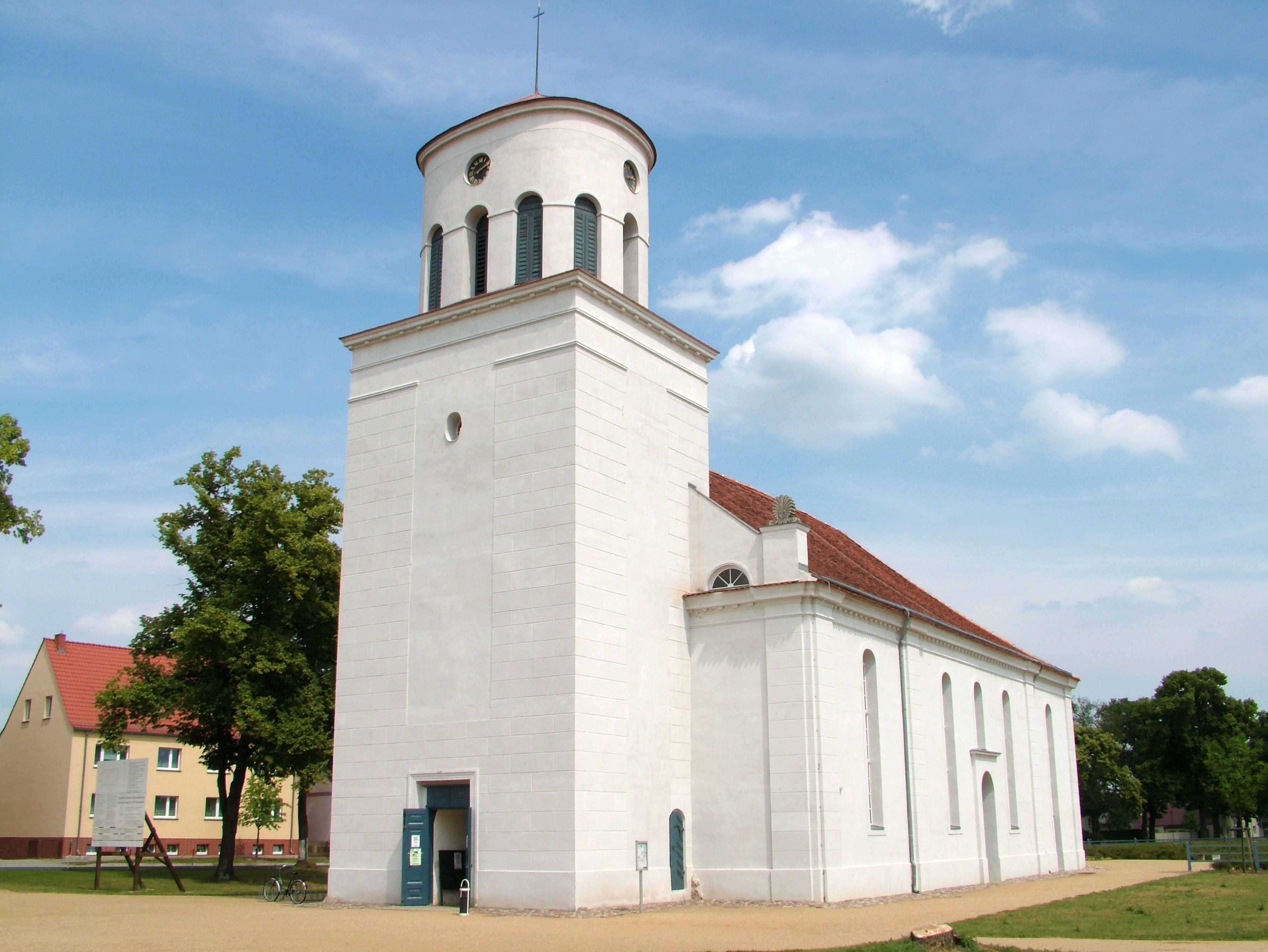
Vista de la iglesia.
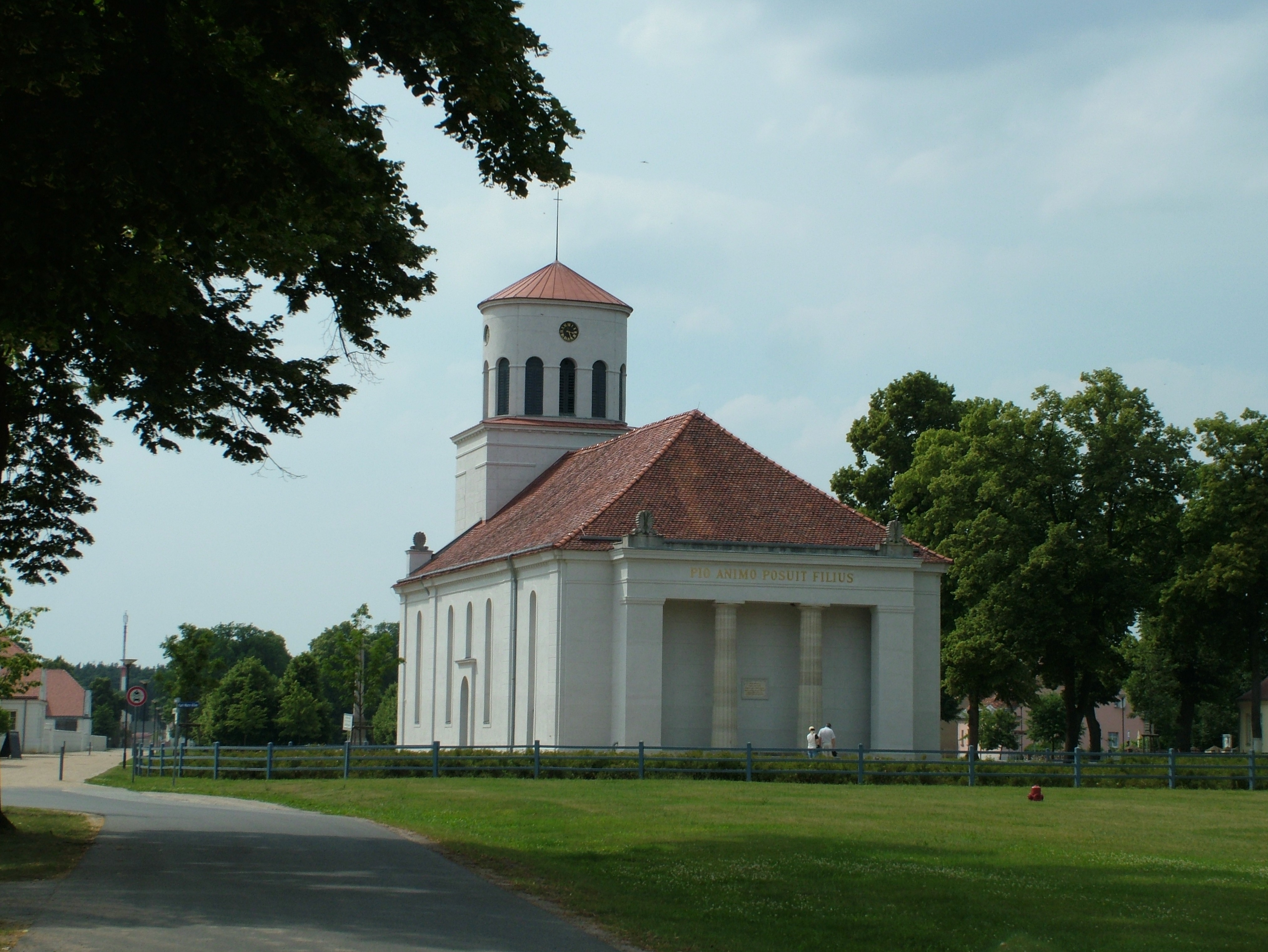
Otra vista de la iglesia.